# درویش اروغلو
درویش اروغلو (به ترکی استانبولی: Derviş Eroğlu) (زاده ۷ مارس ۱۹۳۸ در فاماگوستا) رئیس‌جمهور سابق جمهوری ترک قبرس شمالی می‍باشد.
درویش اروغلو سومین رئیس‌جمهوری جمهوری ترک قبرس شمالی پس از رئوف دنکتاش و محمد علی طلعت است.